# Noyelles-Godault
Noyelles-Godault è un comune francese di 5 179 abitanti situato nel dipartimento del Passo di Calais nella regione dell'Alta Francia.

## Società

### Evoluzione demografica
Abitanti censiti